# جوردان باشينسكي
جوردان باشينسكي (بالإنجليزية: Jordan Bachynski)‏ مواليد 6 سبتمبر 1989 في كالغاري، هو لاعب كرة سلة كندي. بدأ مسيرته الاحترافية في سنة 2014. يلعب في دوري كرة السلة الياباني للمحترفين كلاعب وسط. يحمل الرقم 13. يبلغ طوله 7 قدم 2 بوصة (2.2 م).

## روابط خارجية
- جوردان باشينسكي على موقع سبورتس رفرنس (الإنجليزية)
- جوردان باشينسكي على موقع كرة السلة الأوروبية.كوم (الإنجليزية)
- جوردان باشينسكي على موقع DraftExpress.com (الإنجليزية)
- جوردان باشينسكي على موقع كلية كرة السلة في سبورتس رفرنس.كوم (الإنجليزية)
- جوردان باشينسكي على موقع ريلجم (الإنجليزية)
- جوردان باشينسكي على موقع بروبوليرز (الإنجليزية)
- جوردان باشينسكي على موقع سبورتس رفرنس (الإنجليزية)